# Liwā' Qaşabat Ma‘ān
Liwā' Qaşabat Ma‘ān (arabiska: لواء قصبة معان) är ett departement i Jordanien.   Det ligger i guvernementet Ma'an, i den centrala delen av landet, 190 km söder om huvudstaden Amman.